# Yūsuke Imamura (Fußballspieler, 1999)
Yusuke Imamura (japanisch 今村 勇介 Imamura Yusuke; * 23. Mai 1999 der Präfektur Fukuoka) ist ein japanischer Fußballspieler.

## Karriere
Yusuke Imamura erlernte das Fußballspielen in der Jugendmannschaft des Cruzeiro Onojo SC, in den Schulmannschaften der Hirano Jr. High School und der Tokai University Fukuoka High School sowie in der Universitätsmannschaft der Japanischen Sportuniversität. Seinen ersten Vertrag unterschrieb er am 1. Februar 2022 bei Kamatamare Sanuki. Der Verein aus Takamatsu, einer Stadt in der Präfektur Kagawa, spielte in der dritten Liga. 2022 kam er bei Sanuki nicht zum Einsatz. Sein Drittligadebüt gab Yusuke Imamura am 3. Mai 2023 (9. Spieltag) im Auswärtsspiel gegen den Fukushima United FC. Bei dem 0:0-Unentschieden stand er in der Startelf und spielte die kompletten 90 Minuten. 2023 bestritt er 25 Drittligaspiele.